# Alabama River
Alabama River, er en flid der løber i den amerikanske stat Alabama. Den begynder ved sammenløbet af Tallapoosa og Coosa rivers, omkring 10 km nord for byen Montgomery.
Floden løber vest om byen Selma, mod sydvest, ind til den omkring 72 km nord for Mobile, forenes med Tombigbee River, og forsætter som Mobile og Tensaw rivers, som løber ud i Mobile Bay i den Mexicanske Golf.